# Ormosia tonkinensis
Ormosia tonkinensis är en ärtväxtart som beskrevs av François Gagnepain. Ormosia tonkinensis ingår i släktet Ormosia och familjen ärtväxter. Inga underarter finns listade i Catalogue of Life.